# Emanuele Macaluso
Emanuele Macaluso (Caltanissetta, 21 marzo 1924 – Roma, 19 gennaio 2021) è stato un politico, sindacalista e giornalista italiano.
Già iscritto al Partito Comunista d'Italia prima della caduta del regime fascista, fu dirigente sindacale della CGIL. Iniziò la sua carriera politica nel 1951 come deputato regionale siciliano del Partito Comunista Italiano. Parlamentare nazionale per sette legislature (1963-1992), fu anche direttore de l'Unità dal 1982 al 1986 e ultimo direttore de Il Riformista dal 2011 al 2012. Quando il PCI si sciolse, aderì al PDS e poi ai DS.

## Biografia

### L'iscrizione al PCd'I e la militanza sindacale
Nato in una famiglia di modeste condizioni economiche (il padre era operaio delle ferrovie e la madre era casalinga), studiò presso l'Istituto Minerario Sebastiano Mottura di Caltanissetta. Nel 1941 aderì clandestinamente al Partito Comunista d'Italia.
Giovanissimo prese parte al movimento sindacale siciliano, diventando nel 1944 segretario generale della Camera del Lavoro di Caltanissetta. Dal 1947 fino al 1956 Macaluso fu segretario regionale siciliano della CGIL, e sempre nel 1947 partecipò al primo congresso della "CGIL unitaria" svoltosi a giugno a Firenze.

### Segretario siciliano del PCI: il Milazzismo
Nel 1951, rimanendo segretario regionale della CGIL, si candidò con successo con il PCI come deputato regionale, eletto nella II, III e IV legislatura all'Assemblea regionale siciliana (1951-1962). Lasciata la CGIL nel 1956, fu segretario regionale del PCI e fu chiamato da Togliatti nel comitato centrale del partito. Nel 1958, con un'astuta mossa politica, fu in grado di far passare all'opposizione la Democrazia Cristiana: egli fu uno degli ideatori del cosiddetto "milazzismo", dal nome di Silvio Milazzo, eletto presidente della Regione siciliana, che portò al varo di un governo regionale sostenuto da comunisti, socialisti, monarchici, Movimento Sociale Italiano e fuoriusciti DC.
Il governo Milazzo suscitò le critiche di molti, ma Palmiro Togliatti sostenne l'operato di Macaluso. Dopo le elezioni regionali del 1959, Milazzo costituì il suo secondo governo con la partecipazione del suo partito, l'USCS, sostenuto dal PCI, PSI e monarchici, stavolta senza il MSI e il PLI, fino all'anno successivo.

### Macalusomigliorista: membro della segreteria e parlamentare
Membro della corrente riformista (o, come egli preferiva, migliorista) del partito, di cui faceva parte anche Giorgio Napolitano, nel 1960 entrò nella Direzione del partito. Nel 1962 lasciò la segreteria regionale del PCI a Pio La Torre, e nell'ottobre anche l'Assemblea regionale siciliana, e fu chiamato a Roma, dove nel 1963 entrò nella Segreteria politica. Vi sarebbe rimasto anche durante le segreterie di Luigi Longo e di Enrico Berlinguer. Fece parte anche dell'Ufficio Politico. In quel periodo diresse la Sezione di organizzazione dei comunisti, la stampa e la propaganda e, in un secondo momento, la Sezione meridionale. 
Ricevette querele per diffamazione da parte di personaggi notoriamente mafiosi.
Nel 1963 fu anche eletto per la prima volta deputato nazionale alla Camera dei deputati, confermato in questa carica nel 1968 e nel 1972, fino al 1976, quando fu eletto nel Senato della Repubblica, venendovi rieletto nel 1979, 1983 e 1987; fu vicepresidente della commissione vigilanza Rai.
Nel 1989 condivise la Svolta della Bolognina e nel 1991 aderì al Partito Democratico della Sinistra. Concluse la sua esperienza parlamentare nel 1992.

### Il giornalismo: direzione dell'Unitàe delRiformista
Già nel 1946 collaborò con il quotidiano La Voce della Sicilia. Giornalista pubblicista, dal 1982 al 1986 fu direttore de l'Unità, che tentò di modernizzare e con cui continuò per un periodo a collaborare. Dopo l'uscita dalla politica attiva si è dedicato al giornalismo con maggiore intensità: direttore della rivista Le nuove ragioni del socialismo, mensile da lui fondato nel 1996 ed editorialista de La Stampa e de Il Mattino. Fino al 5 marzo 2008 ha collaborato in veste di editorialista con il quotidiano Il Riformista, del quale, in seguito alle dimissioni di Antonio Polito, è stato direttore dal 1º maggio 2011 alla chiusura del giornale avvenuta il 30 marzo 2012.

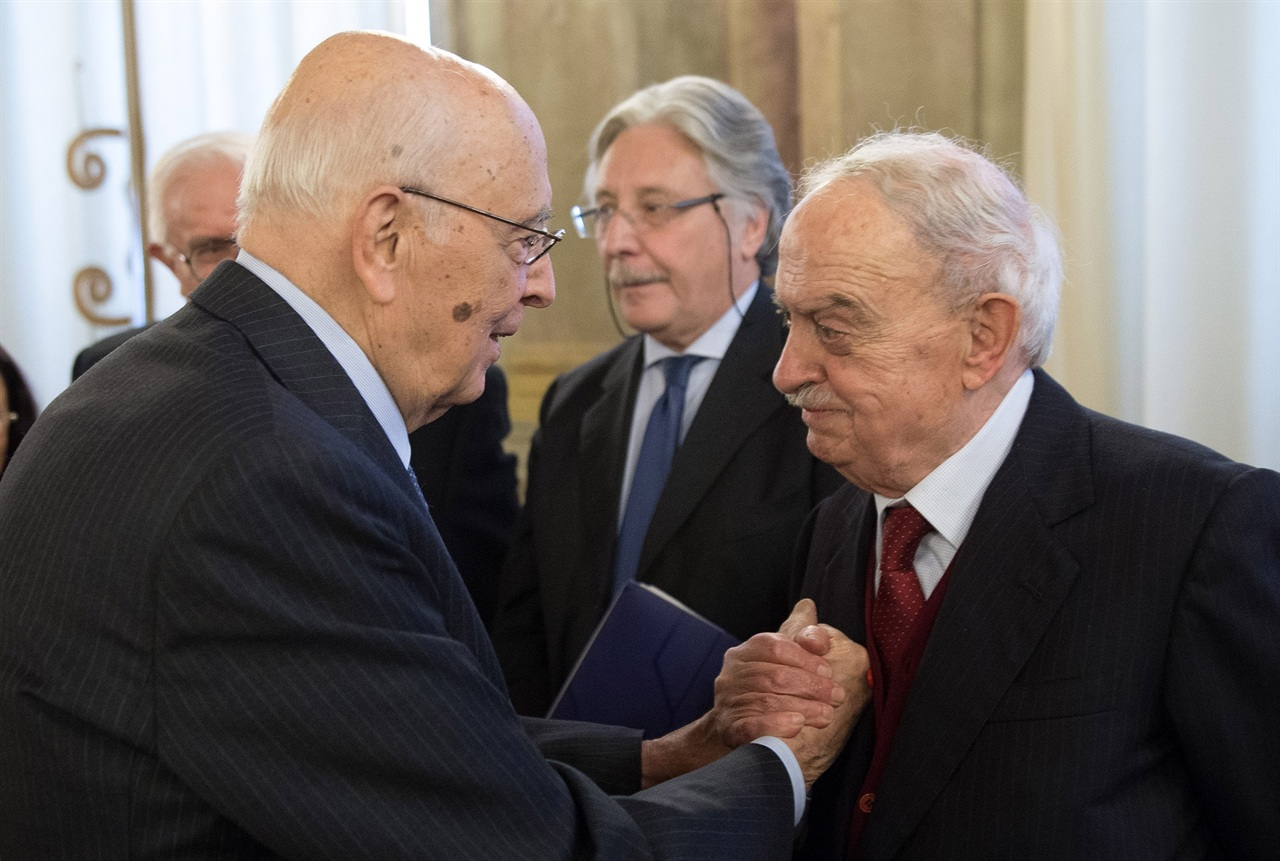
Macaluso con Giorgio Napolitano, in occasione del suo novantesimo compleanno, 21 marzo 2014

Nei suoi articoli degli anni 2000 Macaluso ha sempre sostenuto l'ancoraggio di una moderna forza laica della sinistra italiana ai valori del socialismo europeo. La principale critica che egli rivolge al Partito Democratico nato nel 2007 è proprio relativa alla mancanza dell'ispirazione socialista nel profilo dell'identità del partito.
Occasionalmente anche scrittore, ha pubblicato diverse opere: con gli Editori Riuniti, La Sicilia e lo Stato e Lo Stato e la mafia; con Rubbettino Togliatti e i suoi eredi, Andreotti tra la mafia e lo Stato, 50 anni nel PCI; con Rizzoli, insieme con Paolo Franchi, Da cosa non nasce cosa: i problemi dell'unità della Sinistra; con Marsilio La mafia senza identità; con Feltrinelli Al capolinea. Controstoria del Partito Democratico.
Craxi, nell'ultima intervista rilasciata da Hammamet, nel 1999, ricordò il legame di amicizia fra Macaluso e Rino Formica, che nel 2013 recensì positivamente il suo volume Togliatti e la via italiana al socialismo, riferito alla "terza via" socialdemocratica del PCI.
Alle elezioni politiche del 2018 sostenne pubblicamente la lista "+Europa con Emma Bonino" e invitò gli elettori siciliani a votarla. Per motivare la sua presa di posizione affermò: "serve più integrazione europea per riaprire la questione meridionale". 
È deceduto a Roma il 19 gennaio 2021 all'età di 96 anni, a causa di uno scompenso cardiaco manifestatosi qualche settimana prima. Il 21 gennaio si sono tenuti i funerali laici davanti alla sede della CGIL a Roma, presenti i compagni di partito come Piero Fassino, Massimo D’Alema, il segretario del PD Nicola Zingaretti e tante altre persone del mondo politico. Successivamente la salma è stata portata al cimitero del Verano per la sepoltura.

## Opere

### Opere di Macaluso
- I comunisti e la Sicilia, Roma, Editori Riuniti, 1970.
- La mafia e lo Stato, Roma, Editori Riuniti, 1971.
- Agricoltura, Mercato comune e regioni, con Gerardo Chiaromonte e Pietro Ingrao, Roma, Editori Riuniti, 1973.
- Una nuova agricoltura. Per un nuovo sviluppo economico e sociale, con altri, Roma, Editori Riuniti, 1976.
- La Sicilia e lo Stato, Milano, Teti, 1979.
- Perché il Mezzogiorno viva, Roma, Editori Riuniti, 1981.
- Terra di tutti, Roma, Ediemme, 1988.
- Togliatti e i suoi eredi, Soveria Mannelli, Rubbettino, 1988. ISBN 88-7284-265-4.
- Giulio Andreotti tra Stato e mafia, Soveria Mannelli, Rubbettino, 1995. ISBN 88-7284-399-5.
- Da Cosa non nasce Cosa. Conversazione sull'unità della sinistra, con Paolo Franchi, Milano, Rizzoli, 1997. ISBN 88-17-85118-3.
- Mafia senza identità. Cosa Nostra negli anni di Caselli, Venezia, Marsilio Editori, 1999. ISBN 88-317-7008-X.
- 50 anni nel PCI, Soveria Mannelli, Rubbettino, 2003. ISBN 88-498-0703-1.
- Un corsivo al giorno. Gli affondi quotidiani di EM.MA, Roma, Edizioni riformiste, 2004.
- Al capolinea. Controstoria del Partito Democratico, Milano, Feltrinelli, 2007. ISBN 88-07-71029-3.
- Parola di leader. Conversazioni sul discorso carismatico, con altri a cura di Alessandro Vittorio Sorani, Firenze, Pagliai, 2008. ISBN 978-88-564-0043-4
- Leonardo Sciascia e i comunisti, Milano, Feltrinelli, 2010. ISBN 978-88-07-42127-3.
- Politicamente s/corretto, con Peppino Caldarola, Roma, Dino Audino, 2012. ISBN 978-88-7527-226-5.
- Comunisti e riformisti. Togliatti e la via italiana al socialismo, Milano, Feltrinelli, 2013. ISBN 978-88-07-17269-4.
- La mafia e lo Stato. L'organizzazione criminale dalla prima alla seconda Repubblica, Cava d'Aliga, Edizioni di storia e studi sociali, 2013. ISBN 978-88-908548-5-9.
- I Santuari. Mafia, massoneria e servizi segreti. La Triade che ha condizionato l'Italia, Roma, Castelvecchi, 2014. ISBN 978-88-6826-479-6.
- Comunisti a modo nostro. Storia di un partito lungo un secolo, con Claudio Petruccioli, Venezia, Marsilio, 2021. ISBN 978-88-297-0903-8

### Opere su Macaluso
- Concetto Vecchio, L'ultimo compagno. Emanuele Macaluso, il romanzo di una vita, Milano, Chiarelettere, 2021.ISBN 978-88-329633-8-0